# Niederländische Besitzungen in Südasien

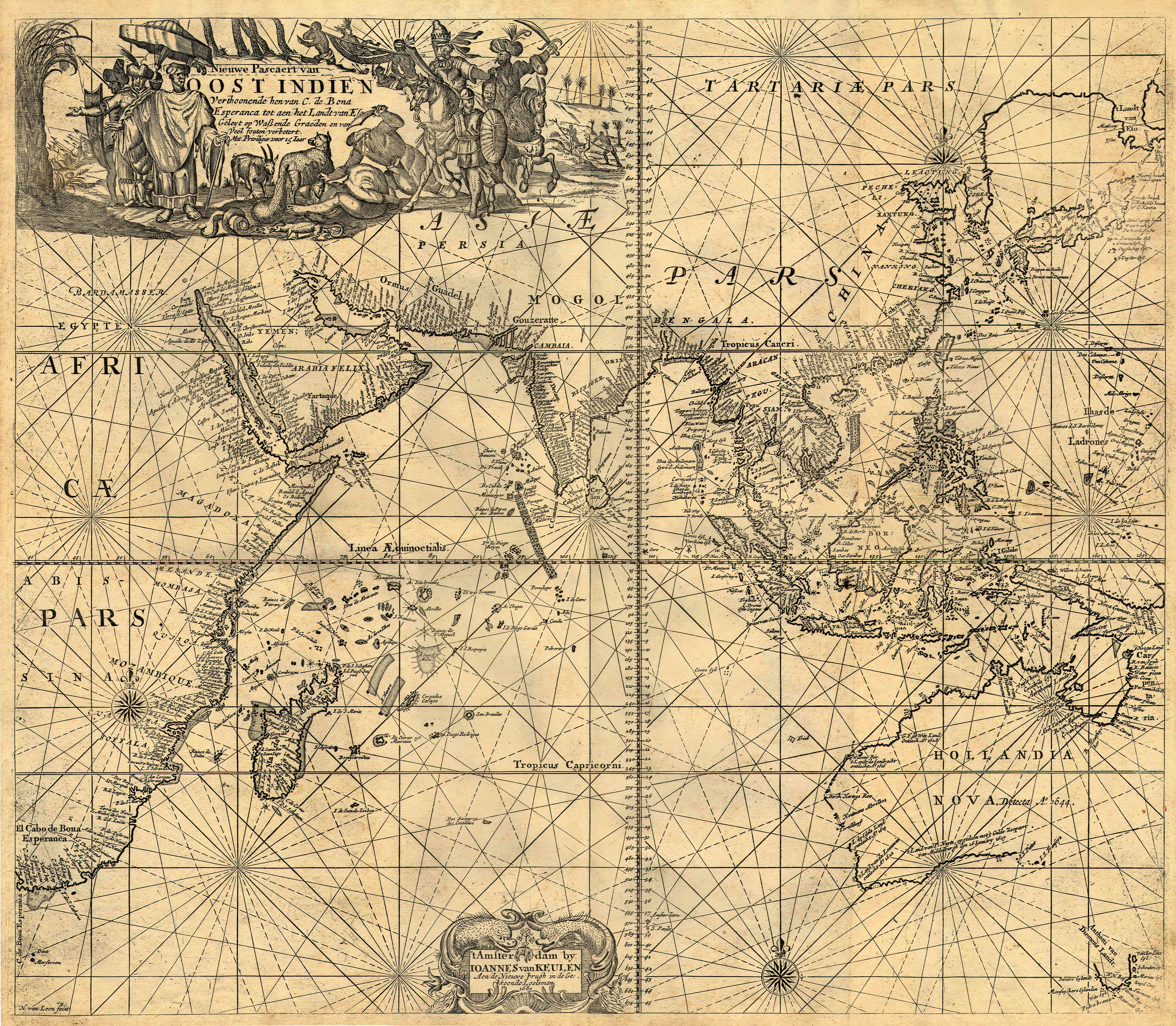
Niederländische Karte Südasiens und des Indischen Ozeans aus dem Jahr 1680

Die Niederländischen Kolonialbesitzungen in Südasien (veraltet Vorderindien; engl.: Dutch India; niederländisch: Voor-Indie) umfassten von der Mitte des 17. bis Anfang des 19. Jahrhunderts Niederlassungen und Handelsstützpunkte auf Ceylon (heute Sri Lanka) sowie einige Stützpunkte auf dem indischen Festland. Ceylon als weltweit einziger Zimtlieferant und das indische Festland mit seinen Baumwollvorkommen waren von den Handelsgesellschaften des europäischen Kontinents begehrte Regionen. Diese Gebiete wurden nicht direkt von den Generalstaaten der Niederlande, sondern von der Vereinigten Ostindien-Kompanie (Vereenigde Oost-Indische Compagnie, kurz VOC) verwaltet und in den europäisch-asiatischen Handel eingebunden. 1824 gingen die letzten niederländischen Besitzungen in diesen Gebieten auf England über.

## Geschichte der Kolonialherrschaft

### Die VOC
→ Hauptartikel: Niederländische Ostindien-Kompanie
Die Niederländische Ostindien-Kompanie, auch VOC (Vereinigte Ostindien-Kompanie), war eine 1602 gegründete privatrechtlich organisierte Handelsgesellschaft. Sie verwaltete die niederländischen Kolonien. Bis zu ihrer Insolvenz im Jahr 1799 war die VOC die bei Weitem bedeutendste Handelsgesellschaft des europäischen Kontinents, da sie mehr Schiffe und Bedienstete als alle konkurrierenden Handelsgesellschaften aufbot.
Die VOC entstand durch die Vereinigung der vier bestehenden niederländischen ostindischen Handelsgesellschaften. Das Kapital der neu gegründeten Gesellschaft speiste sich aus dem Verkauf von Aktien an Jedermann, wodurch sie zur ersten Aktiengesellschaft der Geschichte wurde. Um die VOC im Wettbewerb mit den Handelsgesellschaften anderen Nationen gut zu positionieren, sprachen ihr die Generalstaaten der Vereinigten Niederlande, das oberste Regierungsorgan der Niederländischen Republik, gegen eine Bezahlung von 25.000 Pfund im Privileg vom 20. März 1602 hinsichtlich des Kolonialhandels das alleinige Recht zu, von den Niederlanden aus über das Kap der Guten Hoffnung nach Osten zu fahren. In diesen für die VOC „reservierten“ Gebieten durfte diese im Namen der Generalstaaten der Vereinigten Niederlande Bündnisse und Verträge schließen, Stützpunkte errichten und zur Erhaltung dieser Stützpunkte sowohl Einheimische – nachdem diese den Treueeid auf die Vereinigten Niederlande geleistet hatten – als auch eigene Mitarbeiter als Gouverneure, Militäreinheiten und Beamte einsetzen.
Auf der Insel Ceylon und auf dem indischen Festland war es daher nur der VOC als einziger niederländischer Handelsgesellschaft erlaubt, Besitzungen zu errichten und Handel zu treiben. Sie sollte als souveräne Verwalterin im Namen der Vereinigten Niederlande fungieren, wobei diese Funktion nach außen nicht immer ersichtlich war oder von der VOC bewusst zur Vereinfachung diplomatischer Beziehungen verschleiert wurde.

### Ceylon
Im ausgehenden 16. Jahrhundert stieg die Nachfrage nach Luxusgütern und Kolonialwaren auf dem europäischen Kontinent beständig an. Besonders gefragt waren Gewürze, wie z. B. Pfeffer, Zimt, Muskat und Gewürznelken. Den Generalstaaten der Vereinigten Niederlande, welche noch keine direkten Handelsbeziehungen nach Asien unterhielten, erschien der vom Königreich Portugal dominierte Gewürzhandel mit Südostasien (später Niederländisch-Indien) daher profitträchtig.
Auch Ceylon, das heutige Sri Lanka, lockte die VOC wegen seines Zimtvorkommens und mit der Aussicht auf das Monopol über den Zimthandel. Ceylon war die einzige Region der Welt, auf welcher Zimt produziert wurde. Die Insel wurde jedoch – mit Ausnahme des Königreichs Kandy, welches seine Unabhängigkeit zu behaupten suchte – von den Portugiesen kontrolliert.
Nach dem Aufeinandertreffen der VOC und des Königreichs Kandy und nach langwierigen Verhandlungen wurde 1638 ein Abkommen getroffen, von welchem beide Seiten profitieren sollten. Im Gegenzug für die Hilfe der Holländer bei der Vertreibung der Portugiesen aus Ceylon sollte der König von Kandy der VOC das Monopol über den Zimthandel übertragen. Die Vertreibung der Portugiesen gelang, da sie sich der überlegenen Seeflotte der VOC beugen mussten.
Das Abkommen sollte sich jedoch als ein zweischneidiges Schwert für das Königreich Kandy herausstellen, da die VOC nicht – wie vom König erhofft – nur Handel betrieb, sondern die Vertreibung Portugals nutzte, um die Kontrolle über die zimtproduzierenden Gebiete Ceylons zu erlangen. Daher gab die VOC die 1638 kurz nach Abschluss des Abkommens eroberten Häfen Trincomalee und Batticoala zwar noch an das Königreich Kandy zurück. Bereits 1640 behielt die VOC die strategisch für den Zugang zu Zimtanbaufeldern wichtigen eroberten Häfen Galle und Negombo unter eigener Kontrolle. 1656 wurde Colombo und 1658 die letzte portugiesische Hochburg, Jaffna, erobert – und die ehemalige Kolonialmacht in den von Portugal dominierten Gebieten gegen eine neue getauscht.
Die VOC betrieb eine direkte Schiffsverbindung zwischen Ceylon und dem europäischen Kontinent, wodurch die Insel eine zentrale Rolle sowohl im europäisch-asiatischen Handel als auch im regionalen asiatischen Handel mit Südindien, Surat, Arabien und Persien einnahm.

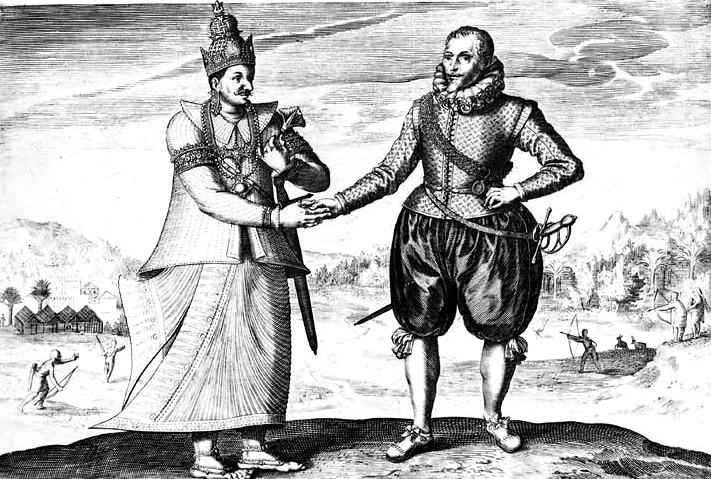
Der König von Kandy, Vimaladharmasurya I, empfängt Joris van Spilbergen, Kapitän der VOC (1603)

### Das indische Festland
Auch auf dem indischen Festland errichtete die VOC einige Stützpunkte sowohl an der Malabarküste im Westen als auch an der Koromandelküste im Osten. Der erste davon war Chinsurah in Bengalen 1608. 1610 folgte Pulicat an der Koromandelküste (heutiges Tamil Nadu), 1647 Sadras und 1658 Tuticorin und Negapatnam, ebenfalls an der Koromandelküste. An der Malabarküste (heutiges Kerala) setzte sich die VOC ebenfalls 1658 fest. Sie errichtete eine Kette von Stützpunkten: im Dezember 1661 in Quilon, 1662 in Cranganore und 1663 in Cochin. Cochin wurde zum Hauptsitz der VOC in Indien.
Begehrt waren sowohl die Region Bengalen als auch die Koromandelküste wegen ihrer auf Baumwolle basierenden Textilienproduktion – diese indischen Textilien wurden auch als Tauschobjekte gegen andere asiatische Produkte benutzt – und der Seiden-, Porzellan- und Teeproduktionen. Auch Salpeter, Opium und Zucker waren begehrte Handelsgüter. Der Markt war dort jedoch hart umkämpft, sodass die VOC keines dieser Handelsgüter monopolisieren konnte.

### Verlust der Kolonien
Der Verlust der Kolonien in Südasien hatte wirtschaftliche und außen- sowie innenpolitische Gründe. Seit der Mitte des 17. Jahrhunderts konkurrierten die englischen Handelsgesellschaften im Kolonialhandel mit der VOC, was in kostspieligen Kriegen mündete, die an den Finanzreserven der in Bevölkerungszahlen kleinen Vereinigten Niederlande zehrte. Zudem klang das Interesse des europäischen Kontinents an den teuren asiatischen Gewürzen generell langsam ab, während billigere Substitute aus Amerika auf den Markt kamen.
Hinzu kamen seit 1780 innenpolitische Unruhen in den Niederlanden, welche im Jahr 1795 nach Besetzung durch die Franzosen zur Gründung der Batavischen Republik, eines französischen Satellitenstaates, führte. Der ins Exil nach England geflüchtete Statthalter Wilhelm V. von Oranien wies die Gouverneure der Kolonien an, diese an die Engländer zur „Sicherungsverwahrung“ bis zur Wiedererlangung der Unabhängigkeit zu übergeben. Auch wenn nicht alle Gouverneure dieser Aufforderung Folge leisteten, wirkte sie demoralisierend und stellte für die Engländer eine Legitimation zur Eroberung dieser Gebiete dar. Ceylon und sämtliche Besitzungen auf dem indischen Festland wurden daraufhin in den nächsten Monaten von den Engländern erobert. Im Jahr 1799 löste sich zudem die insolvente VOC auf und die Republik übernahm deren noch verbliebenen Besitzungen in Niederländisch-Indien.
Im Zuge der Neuordnung Europas auf dem Wiener Kongress 1814/15 gaben die Engländer einen Teil der eroberten Kolonien – beispielsweise die Koromandelküste – wieder an das nunmehrige Vereinte Königreich der Niederlande zurück. Den in den unter englischer Kontrolle stehenden Kolonien wohnenden Niederländern wurde die Sicherung ihres Eigentums sowie die Möglichkeit, privat Handel zu treiben, zugesagt. Das weitaus profitträchtigere Ceylon sowie Cochin an der Malabarküste verblieben jedoch in englischem Besitz. Hintergrund der Rückgabe einiger Kolonien war die Intention der übrigen Großmächte, ein Kräftegleichgewicht auf dem europäischen Kontinent zu schaffen, bei welchem die Niederlande als ausreichend starker Pufferstaat agieren sollten.
1824 wurden die britisch-niederländischen Einflusssphären in Ostindien im britisch-niederländischen Vertrag rational abgegrenzt – die Niederländer verzichteten auf alle ihre festländischen Besitzungen zugunsten von Bengcoolen (Bengkulu) auf Sumatra.

## Die niederländische Kolonialherrschaft
Die VOC wollte im Namen der Vereinigten Niederlande primär nur den Handel mit den wertvollen Gewürzen kontrollieren und dadurch ihren Profit steigern. Die Gewürze sollten zum Großteil an den europäischen Kontinent exportiert und dort verkauft werden. Der Aufbau eines Kolonialreiches stand nicht im Vordergrund. Daher traten die Repräsentanten der VOC auch weniger als religiös motivierte Kolonisatoren denn als Händler auf. Zum Erhalt der Handelskontrolle war es dennoch unabdingbar, die politische und die Verwaltungskontrolle über die Gewürzanbaugebiete zu erlangen.
Auch wenn dies gewöhnlich nicht mit einer flächendeckenden Herrschaft, sondern durch strategisch gezielt platzierte militärische Stützpunkte erreicht wurde, machten besonders die Stützpunkte auf Ceylon, welche über die ganze Insel verteilt waren, und die Gefahr bewaffneter Handlungen des nicht unter niederländischer Kontrolle stehenden Königreiches Kandy einen großen Militär- und Verwaltungsapparat nötig. Die nötige personelle Anzahl konnte nicht mit Bediensteten der VOC alleine aufgebracht werden, sondern die VOC musste auf Einheimische und bereits bestehende Strukturen zurückgreifen. Jedoch war es für die VOC – wie auch für die anderen konkurrierenden Handelsgesellschaften – schwierig, die lokalen Regierungs- und Verwaltungsstrukturen zu verstehen, sie zu kontrollieren und für die eigenen Zwecke zu nutzen.
Auf dem indischen Festland übte die VOC eine oberflächliche Kontrolle über zahlreiche Vasallenfürstentümer aus und griff kaum in die tägliche Verwaltung ein. Auch griff die VOC auf lokale Kaufleute und Zwischenhändler bei der Organisation des Handels zurück. In Ceylon blieb die traditionelle kleinteilige Verwaltungsstruktur aus verschiedenen lokalen Clanoberhäuptern, welche der VOC Loyalität bekundet hatten, unter der Aufsicht von Repräsentanten der VOC erhalten, wobei das Ausmaß dieser Loyalität der einflussreichen Einheimischen gegenüber der VOC jedoch zweifelhaft blieb.
Die arbeitende lokale Bevölkerung profitierte kaum vom Gewürzhandel, obwohl die begehrten Luxusgüter auf dem europäischen Markt hohe Preise erzielten und auch im innerasiatischen Handel begehrt waren. Der Gewinn ging entweder an die Hauptniederlassung der VOC in den Vereinigten Niederlanden oder an die Kolonialniederlassungen.

## Nachwirkung der niederländischen Kolonialherrschaft
Die Kolonialbestrebungen der VOC kosteten jährlich tausende ihrer Angestellten – neben Niederländern wurden vor allem Männer aus dem Heiligen Römischen Reich oder skandinavischen Königreichen von der Aussicht auf Abenteuer und Reichtum angezogen – aufgrund von Arbeitsbedingungen, welche zur höchsten durchschnittlichen Sterberate unter allen frühneuzeitlichen Handelsgesellschaften führten, das Leben. Allein die Schiffsüberfahrten nach Asien überlebte nur rund ein Drittel der einfachen Seeleute und Soldaten. In den Kolonien angekommen, bestand Gefahr durch Krankheiten und Seuchen.
Die Nachwirkungen der niederländischen Kolonialherrschaft waren in den südasiatischen Kolonien jedoch gering. Da die VOC ihren Fokus auf die Organisation und Kontrolle des Handels legte, prägte sie beispielsweise auf Ceylon weder Sprache noch Religion der Einheimischen – obwohl Einheimische katholischen Glaubens benachteiligt wurden, wollte die VOC weder missionieren noch eine bestimmte Glaubensrichtung erzwingen. Niederländische Einflüsse finden sich in einigen landwirtschaftlichen Entwicklungen, in der Einführung des niederländisch-römischen Rechts, welches das einheimische Gewohnheitsrecht verdrängte, und in der Architektur.